# إيغدير (أرومية)
إيغدير هي قرية في مقاطعة أرومية، إيران. يقدر عدد سكانها بـ 226 نسمة بحسب إحصاء 2016.